# Lomería
Lomería är en ort i Mexiko.   Den ligger i kommunen San Juan Guichicovi och delstaten Oaxaca, i den sydöstra delen av landet, 500 km sydost om huvudstaden Mexico City. Lomería ligger 240 meter över havet och antalet invånare är 129.
Terrängen runt Lomería är varierad. Runt Lomería är det ganska glesbefolkat, med 45 invånare per kvadratkilometer. Närmaste större samhälle är Matías Romero, 8,3 km söder om Lomería. Omgivningarna runt Lomería är en mosaik av jordbruksmark och naturlig växtlighet.